# ボッカチオ・ボッカチーノ
ボッカチオ・ボッカチーノ（Boccaccio Boccaccino 、1467年頃 – 1525年頃）はイタリア、初期ルネサンスの時代の画家である。16世紀にジョルジョ・ヴァザーリの著書『画家・彫刻家・建築家列伝(Le vite de' piu eccelenti pittori, scultori e architettori) 』に取り上げられた画家の一人である。

## 略歴
現在のエミリア＝ロマーニャ州のフェラーラに生まれた。フェラーラの画家、ドメニコ・パネッチ(Domenico Panetti)に学んだと考えられている。生涯についてほとんど伝えられていないが、ヴェネツィアやフェラーラで働き、特にクレモナで活動した。工房を開き、有名な弟子には、ガロファロ（Il Garofalo: 1481-1559）がいる。
代表作は1506年から1519年の間に描いたクレモナ大聖堂(Duomo di Cremona)の聖母の生涯を描いた壁画で、この仕事は依頼主の意向で1816年から、アルトベロ・メローネ(Altobello Melone)に引き継がれることになった。
作品はヴェネツィアの美術館やクレモナの教会などに残されていて、かつてはペルジーノやピントゥリッキオ、ガロファロの作品と考えられていたが、ボッカチーノの作品とされたものもいくつかある。
クレモナで没した。息子のカミッロ・ボッカチーノ(Camillo Boccaccino: 1505–1546)も画家になった。

## 作品

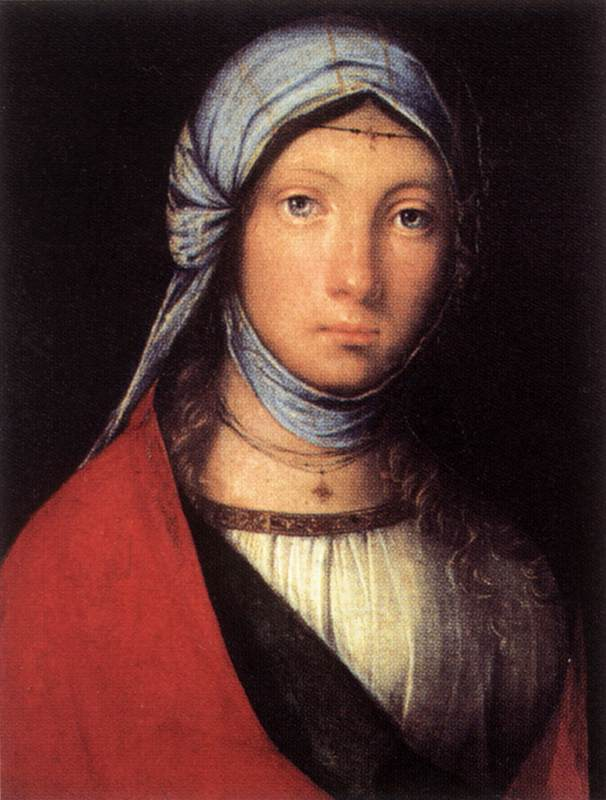
ジプシーの少女 ウフィツィ美術館 蔵
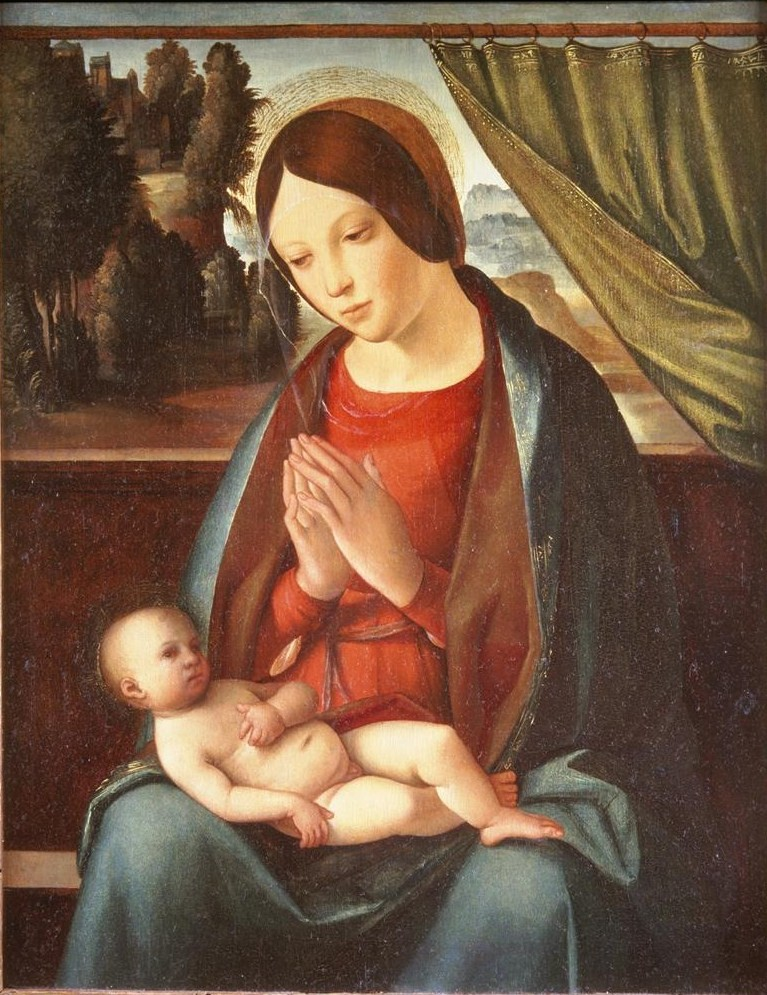
聖母子 (1910) Lowe Art Museum 蔵
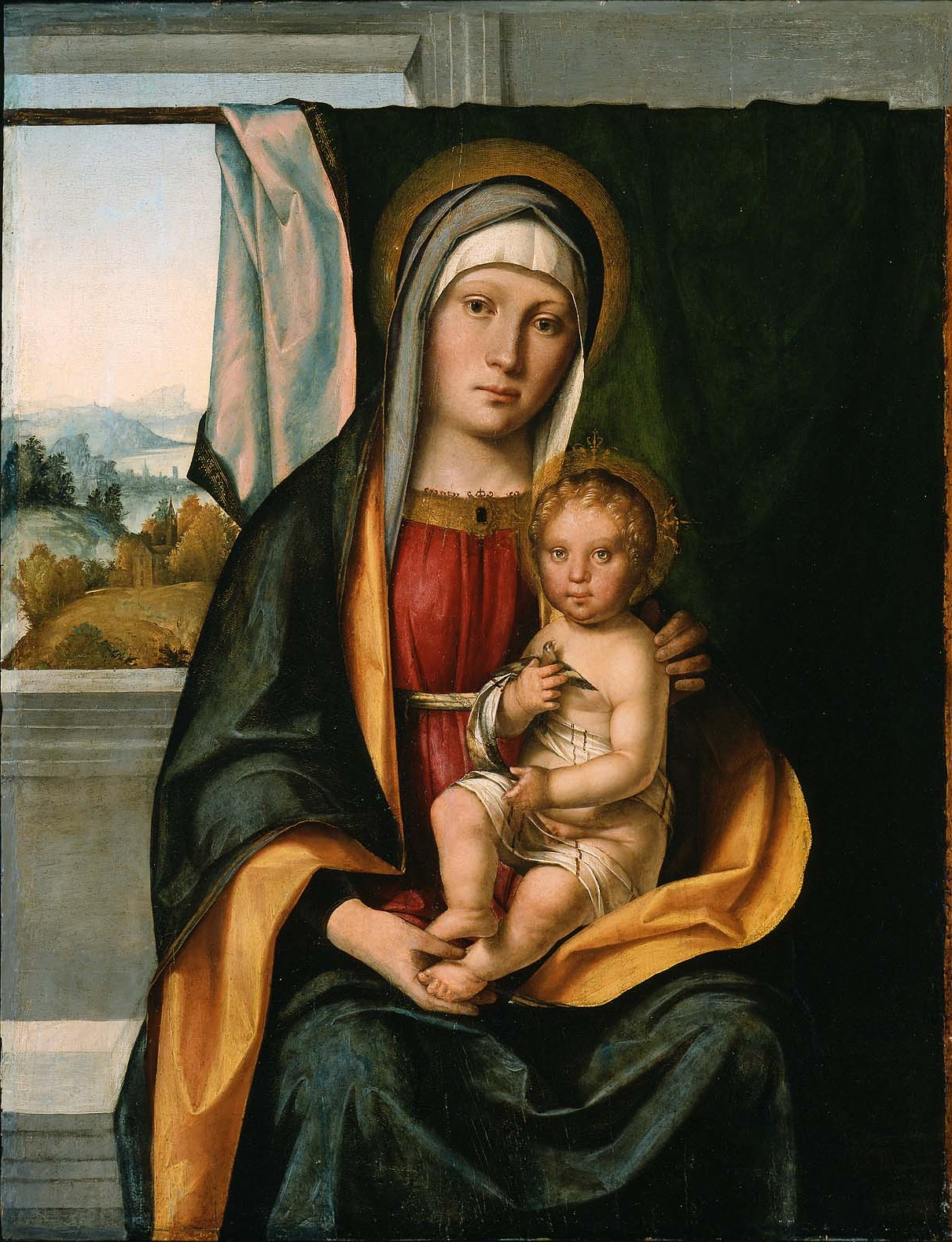
聖母子 ボストン美術館 蔵
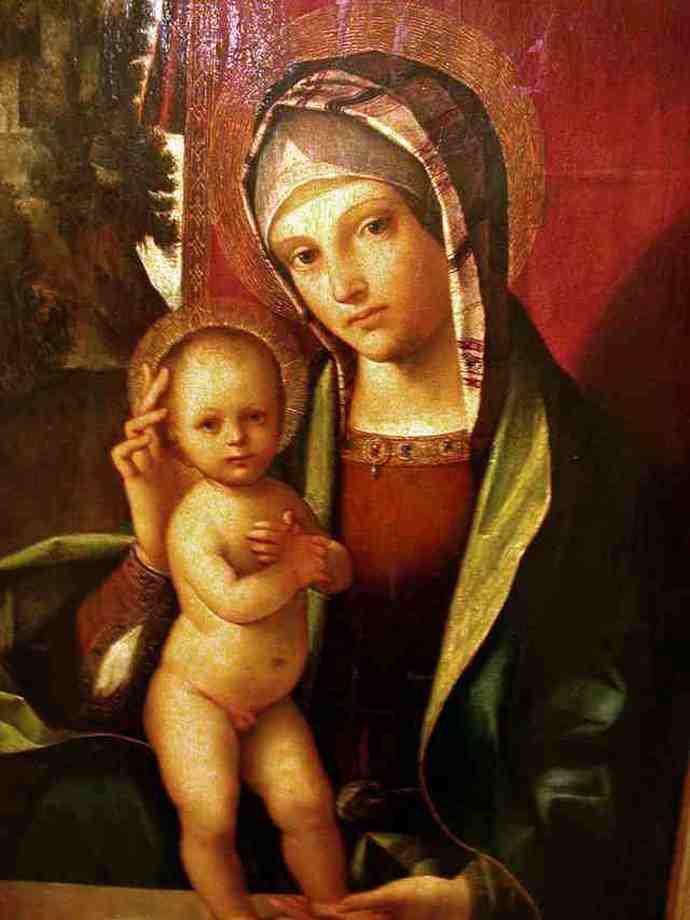
聖母子 ルーマニア国立美術館 蔵